# Villa merlei
Villa merlei är en tvåvingeart som beskrevs av Francois 1969. Villa merlei ingår i släktet Villa och familjen svävflugor. Inga underarter finns listade i Catalogue of Life.